# Crossing (2024)
Crossing (Turks: Geçiş; Georgisch: გადასვლა) is een internationale dramafilm uit 2024, geschreven en geregisseerd door Levan Akin. De hoofdrollen worden vertolkt door Mzia Arabuli, Lucas Kankava en Deniz Dumanli.

## Verhaal
Lia, een gepensioneerde lerares uit Georgië, heeft haar zus beloofd om op zoek te gaan naar haar lang verloren (trans)dochter Tekla. Haar zoektocht voert haar naar Istanbul, waar ze een advocaat ontmoet die zich inzet voor de rechten van transgenders.

## Rolverdeling
| Acteur        | Personage |
| ------------- | --------- |
| Mzia Arabuli  | Lia       |
| Lucas Kankava | Achi      |
| Deniz Dumanli | Evrim     |

## Productie
Met zijn vorige film, de homoromance And Then We Danced uit 2019 maakte Levan Akin een ambitieuze film die er in slaagde om het publiek te boeien, zowel binnen als buiten het festivalcircuit. De film zorgde voor controverse in Georgië, waar ultraconservatieve groeperingen vertoningen in Tbilisi en Batoemi probeerden te verbieden. Zijn volgende film Crossing over transgenders werd rustiger ontvangen.

## Release en ontvangst
Crossing ging op 15 februari 2024 in première op het Internationaal filmfestival van Berlijn in de Panorama-sectie. De film werd genomineerd voor zeven Zweedse Guldbagge-prijzen en won er vier, waaronder die voor beste film.
De film kreeg overwegend positieve kritieken van de filmcritici, met een score van 97% op Rotten Tomatoes, gebaseerd op 63 beoordelingen.

## Prijzen en nominaties
De belangrijkste:
| Jaar | Prijs                                   | Categorie                       | Genomineerde(n)                                | Uitslag     |
| ---- | --------------------------------------- | ------------------------------- | ---------------------------------------------- | ----------- |
| 2025 | Guldbagge                               | Beste film                      | Beste film                                     | Gewonnen    |
| 2025 | Guldbagge                               | Beste regie                     | Levan Akin                                     | Gewonnen    |
| 2025 | Guldbagge                               | Beste scenario                  | Levan Akin                                     | Genomineerd |
| 2025 | Guldbagge                               | Beste vrouwelijke hoofdrol      | Mzia Arabuli                                   | Genomineerd |
| 2025 | Guldbagge                               | Beste cinematografie            | Lisabi Fridell                                 | Gewonnen    |
| 2025 | Guldbagge                               | Beste geluid                    | Anne Gry Friis Kristensen en Sigrid DPA Jensen | Gewonnen    |
| 2025 | Guldbagge                               | Beste productieontwerp          | Roger Rosenberg                                | Genomineerd |
| 2024 | Internationaal filmfestival van Berlijn | Teddy Award - Prijs van de jury | Levan Akin                                     | Gewonnen    |